# 新加坡—韓國關係

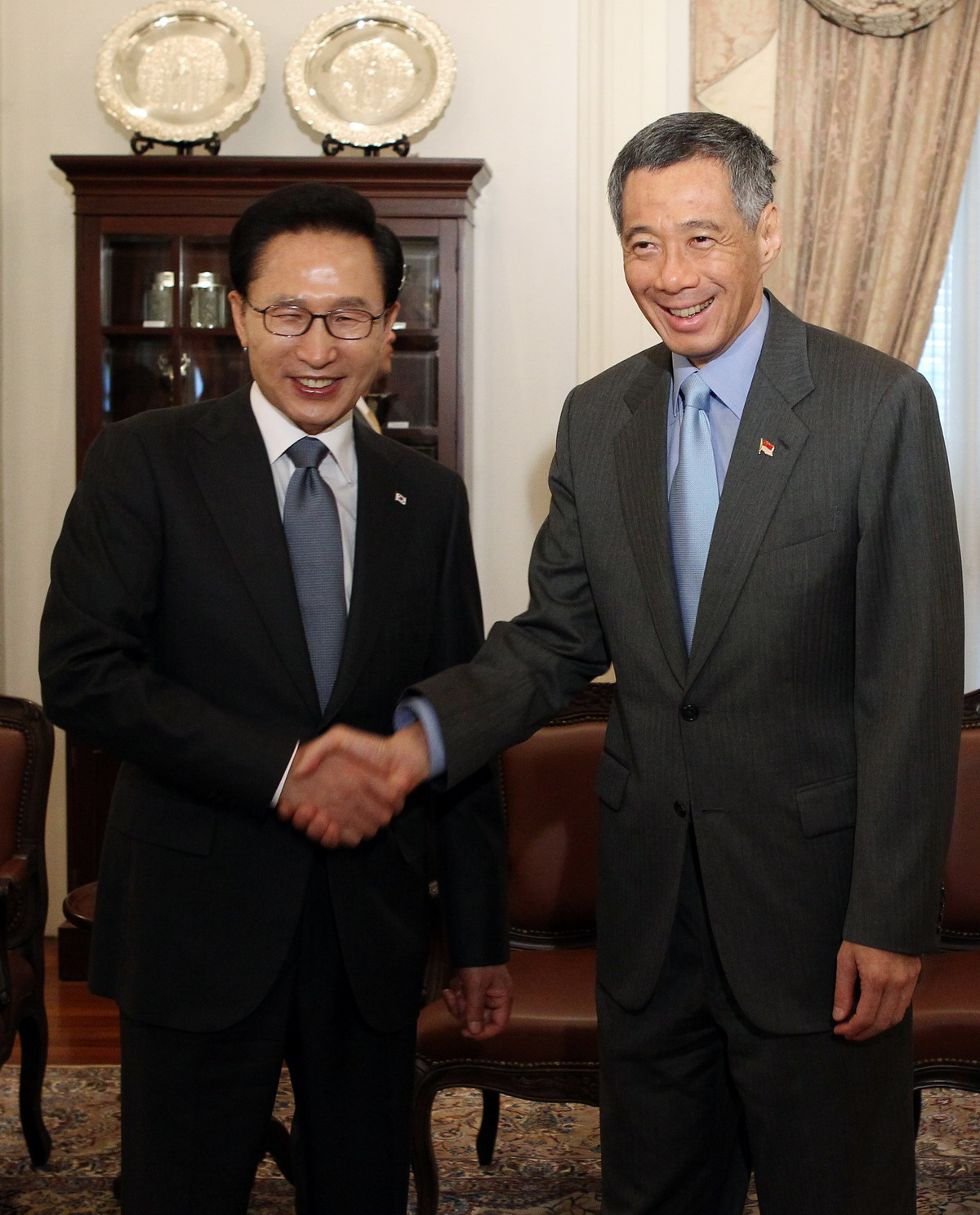
韓國總統李明博與新加坡總理李顯龍於2010年6月5日舉行高峰會談

新加坡－韓國關係，亦称韓國－新加坡關係，是指新加坡共和國（新加坡）與大韓民國（韓國）之間的雙邊關係。新加坡與韓國最早之交往可追溯至1950年韓國貿易代表團訪問當時仍由英國管治的新加坡。雖然其後兩國之間存在商貿往來，韓國亦曾在新加坡設立貿易辦事處及總領事館，以及派出特使訪問新加坡，但兩國直至1975年才建立大使級外交關係。兩國為亞洲四小龍中唯二的聯合國會員國。2014年時，韓國亦為新加坡第四大進口來源地。

## 歷史
歷史上新加坡與韓國最早的接觸可追溯至1950年4月韓國貿易代表團前往新加坡進行為期5天的訪問。其後韓國在1964年在新加坡設立韓國貿易中心。新加坡於1965年獨立之後，韓國和新加坡亦在1967年合資成立漁業公司。1969年8月，韓國駐泰國大使韓豹頊作為韓國總統朴正熙的特使訪問新加坡，並與新加坡外交部部長拉惹勒南會面。該次訪問為新加坡獨立後，韓國與新加坡之間首次官式接觸。韓豹頊在此次訪問中亦向新加坡總統尤索夫·伊薩傳達朴正熙的訊息。有時事評論員指出，韓豹頊此次訪問新加坡，是對行前一個月朝鮮派員訪問新加坡的一次還擊。
1971年，韓國與新加坡建立領事級外交關係，韓國駐新加坡的貿易中心易名為總領事館。1975年8月7日，兩國正式建交，關係提升為大使級。1979年，新加坡總理李光耀訪問韓國，為新加坡總理首次訪韓，同年新加坡和韓國之間亦開始舉行定期部長級會晤。1981年，韓國總統全斗煥對新加坡進行國事訪問，成為首位訪問新加坡的韓國總統。2002年，新加坡總統塞拉潘·纳丹訪問韓國，成為首位訪韓的新加坡總統。
2005年，新加坡贸易和工业部部長林勛強與韓國外交通商部部長潘基文簽訂《新加坡－韓國自由貿易協議》，並在2006年生效。

## 經貿關係
- 新加坡到韓國的出口貿易[13]
- 韓國到新加坡的出口貿易[14]

根據經濟複雜性研究中心網站上的數據，新加坡對韓國出口額在1995年至2014年間呈上升趨勢，至2014年時更達至接近120億美元的新高。新加坡主要向韓國出口機械及化工產品。自2007年起，精煉石油佔新加坡對韓國出口的產品份額亦有所增加。
而韓國對新加坡出口額自1995年至2003年間一直徘徊在40億至60億美元之間，至2004年起開始呈上升趨勢，至2012年更達至260億美元的新高。韓國主要向新加坡出口機械及化工產品。自2003年起，精煉石油佔韓國對新加坡出口的產品份額亦有所增加。其後商用船隻佔韓國對新加坡出口的產品份額亦開始上升。

## 文化關係
新加坡文化、社区及青年部署理部長黃循財曾在2013年兩度訪問韓國，分別為國立中央博物館的「峇峇娘惹的世界：來自新加坡及馬六甲海峽的跨文化藝術」展覽揭幕以及出席於光州舉行的韓國－東南亞年度文化部長會議。
2014年11月12日，新加坡曾舉行首屆東盟韓流舞蹈節。

## 外部連結
- 新加坡駐韓國大使館 （页面存档备份，存于）
- 韓國駐新加坡大使館 （页面存档备份，存于）